# Margaryta Pesotska
Margaryta Volodymyrivna Pesotska (Kiev, 9 de agosto de 1991) es una jugadora de tenis de mesa ucraniana.
Compitió en los Juegos Olímpicos de Pekín 2008, en los Juegos Olímpicos de Londres 2012 y en los Juegos Olímpicos de Tokio 2020.

## Palmarés internacional
| Campeonato Europeo | Campeonato Europeo | Campeonato Europeo | Campeonato Europeo  |
| Año                | Lugar              | Medalla            | Prueba              |
| ------------------ | ------------------ | ------------------ | ------------------- |
| 2009               | Stuttgart          | Medalla de plata   | Individual femenino |
| 2011               | Gdansk-Sopot       | Medalla de bronce  | Individual femenino |
| 2015               | Ekaterimburgo      | Medalla de bronce  | Equipo              |
| 2018               | Alicante           | Medalla de plata   | Individual femenino |
| 2020               | Varsovia           | Medalla de bronce  | Individual femenino |